# Det Kongelige Danske Kunstakademi

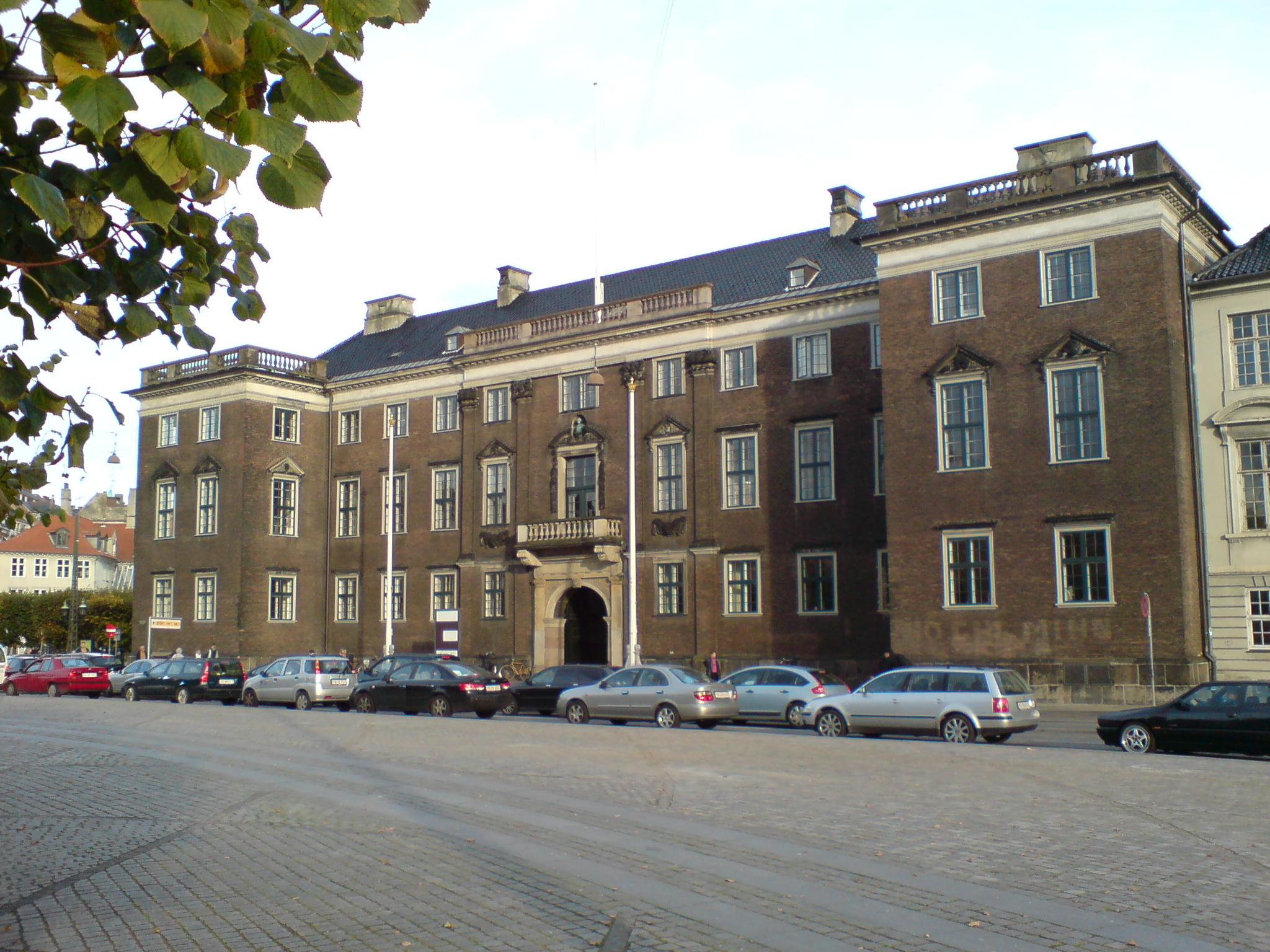
Charlottenborg

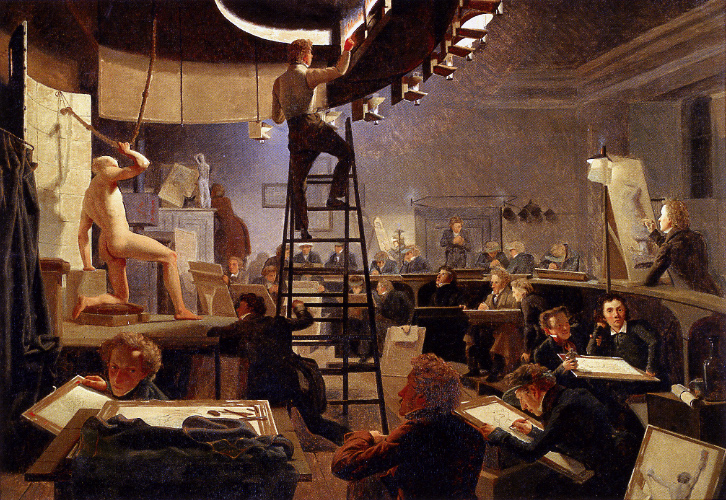
Teckning efter modell på Det Kongelige Danske Kunstakademi 1826 av Wilhelm Bendz.

Det Kongelige Danske Kunstakademi grundades år 1754 under namnet Det Kongelige Danske Skildre-, Billedhugger- og Bygnings-Academie i Köpenhamn och var en gåva till Fredrik V när han fyllde 31 år. Ursprungligen hade konstakademien lokaler i slottet Charlottenborg vid Kongens Nytorv, i Köpenhamn.
År 1771 ändrades namnet till Maler-, Billedhugger- og Bygnings-Academiet och 1814 till Det Kongelige Academie for de skjønne Kunster. Det nuvarande namnet togs år 1968, när akademiernas skolor blev självständiga statsinstitutioner. Men det äldre namnet; Det Kongelige Academie for de skjønne Kunster kom att användas av en nybildad del av konstakademien.

## Kunstakademiens institutioner
Det Kongelige Danske Kunstakademi ligger under det danska kulturministeriet, tillsammans med flera bildkonstskolor och Kunsthal Charlottenborg. Den gemensamma benämningen för de olika skolorna är numera (2015) "Det Kongelige Danske Kunstakademis Skoler for Arkitektur, Design och Konservering, med följande ingående institutioner:
- Institut for Bygningskunst, By och Landskab
- Institut for Bygningskunst og Kultur
- Institut for Bygningskunst och Teknologi
- Institut for Bygningskunst och Design
- Institut for Visuelt Design
- Institut for Produktdesign
- Institut for Konservering

Tidigare namn på de olika institutionerna/skolorna är
- Kunstakademis Billedkunstskoler
- Kunstakademiets Arkitektskole
- Kunstakademiets Konservatorskole
- Det Kongelige Akademi for de Skønne Kunster

## Direktörer och rektorer för det samlade Kunstakademi
- 1754 Nicolai Eigtved – arkitekt
- 1754–71 Jacques Saly – skulptör
- 1771–72 Carl Gustaf Pilo – målare
- 1772–77 Johannes Wiedewelt – skulptör
- 1777–79 C.F. Harsdorff – arkitekt
- 1780–89 Johannes Wiedewelt - skulptör
- 1789–91 Nicolai Abildgaard – målare
- 1791–92 Andreas Weidenhaupt, skulptör
- 1793–95 Johannes Wiedewelt - skulptör
- 1796–97 Jens Juel - målare
- 1797–99 Peter Meyn - arkitekt
- 1799–1801 Jens Juel - målare
- 1801–09 Nicolai Abildgaard
- 1809–10 Christian August Lorentzen, målare
- 1811–18 Christian Frederik Hansen – arkitekt
- 1818–21 Nicolai Dajon - skulptör
- 1821–27 Christian Frederik Hansen - arkitekt
- 1827–29 Christoffer Wilhelm Eckersberg – målare
- 1830–33 Christian Frederik Hansen - arkitekt
- 1833–44 Bertel Thorvaldsen – skulptör
- 1844–49 Jørgen Hansen Koch, arkitekt
- 1850–53 Herman Wilhelm Bissen - skulptör
- 1853–57 Wilhelm Marstrand – målare
- 1857–63 Jens Adolf Jerichau, skulptör
- 1863–73 Wilhelm Marstrand - målare
- 1873–90 Ferdinand Meldahl – arkitekt
- 1890–93 Otto Bache – målare
- 1893–96 Theobald Stein - skulptör
- 1896–99 Otto Bache - målare
- 1899–1902 Ferdinand Meldahl - arkitekt
- 1902–05 Vilhelm Bissen – skulptör
- 1905–06 Otto Bache - målare
- 1906–08 Vilhelm Bissen - skulptör
- 1908–11 Martin Nyrop – arkitekt
- 1911–14 Viggo Johansen, målare
- 1914–17 Carl Aarsleff - skulptör
- 1917–20 Hermann Baagøe Storck – arkitekt
- 1920–23 Joakim Skovgaard – målare
- 1923–25 Anton Rosen – arkitekt
- 1925–28 Einar Utzon-Frank, skulptör
- 1928–31 Poul Holsøe - arkitekt
- 1931–34 Aksel Jørgensen, målare
- 1934–37 Einar Utzon-Frank - skulptör
- 1937–40 Poul Holsøe - arkitekt
- 1940–43 Sigurd Wandel - målare
- 1943–46 Johannes Bjerg – skulptör
- 1946–49 Edvard Thomsen - målare
- 1949–52 Kræsten Iversen - målare
- 1952–56 Johannes Bjerg - skulptör
- 1956–65 Palle Suenson - arkitekt
- 1965–74 Tobias Faber – arkitekt

## Bildgalleri

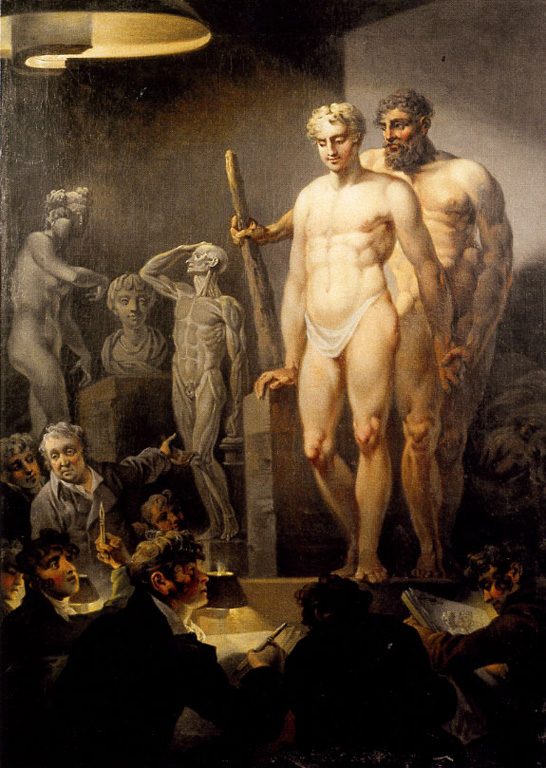
Modellklass på Akademiet omkring 1824, av Christian August Lorentzen
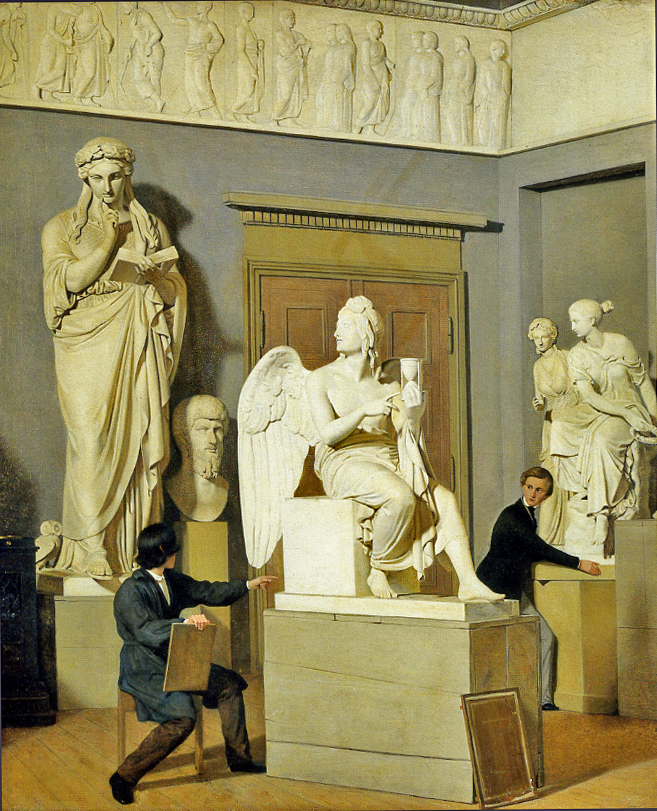
Samlingen av avgjutningar 1843, av Julius Exner